# Relaciones República Dominicana-Suecia
Las relaciones República Dominicana-Suecia son las relaciones exteriores entre la República Dominicana y el Reino de Suecia. La República Dominicana tiene una embajada en Estocolmo. Mientras que el embajador sueco también se encuentra radicado en Estocolmo y viaja frecuentemente a la región del Caribe. La embajada de España en Santo Domingo se utiliza para expedir visados para el Espacio Schengen, que permiten la entrada a Suecia.